# Fiesque
Fiesque (o La conspiració genovesa) és una òpera en tres actes del compositor francès Édouard Lalo. El llibret, de Charles Beauquier, està basat en una obra de Friedrich von Schiller de 1784, Die Verschwörung des Fiesco zu Genua, que narra la conspiració que Giovanni Luigi Fieschi va liderar contra família Doria, que tenia el govern de Gènova, el 1547.
L'estrena escenificada va tenir lloc al Nationaltheater de Mannheim el 16 de juny de 2007. Prèviament, l'estrena concertant es va fer el 27 de juliol de 2006 en el marc del Festival de Radio France et Montpellier, amb Roberto Alagna en el paper principal.

## Enregistraments
- Roberto Alagna (Fiesque), Michelle Canniccioni (Léonore), Béatrice Uria-Monzon (Julie), Franck Ferrari (Verrina). Radio Latvia Choir, Orquestra de Montpeller, dir. Alain Altinoglu. Enregistrament de la versió en concert del 27 de juliol de 2006. Deutsche Grammophon, 2011.